# Bickerstaff-Enzephalitis
Die Bickerstaff-Enzephalitis ist eine seltene autoimmun entzündliche Erkrankung des Hirnstamms, die mit Störung der Hirnnerven sowie oft schweren Bewusstseinsstörungen einhergeht. 1951 und 1957 wurden von Edwin Bickerstaff die ersten Fälle beschrieben. In den letzten Jahren werden enge Beziehungen zum Miller-Fisher-Syndrom diskutiert.

## Verlauf
Typisch ist ein grippeartiges Prodromalstadium mit Kopfschmerzen, Mattigkeit und leichter Temperaturerhöhung. Danach kommt es zu schweren Störungen der Hirnstammfunktionen, einerseits der Hirnnerven (mit Doppelbildern, Gesichtslähmung, Schluckstörung), andererseits schweren Bewusstseinsstörungen und Ataxien. Da auch die durch den Hirnstamm verlaufenden langen Bahnen betroffen sind, sind oft die Muskeleigenreflexe verändert und es treten Pyramidenbahnzeichen auf (→ Babinski-Reflex). Die Symptome nehmen meist über ein bis vier Wochen zu. Aufgrund der Schwere der Erkrankung ist oft eine längere intensivmedizinische Behandlung erforderlich. Die Erholung dauert meist Monate bis über ein Jahr, die Mehrheit der Betroffenen erholt sich vollständig.

## Diagnostik
In der Kernspintomographie sind entzündliche Veränderungen im Bereich von Brücke, Mittelhirn und teils im Thalamus nachweisbar. Im Nervenwasser finden sich Entzündungszellen leicht erhöht und Protein stark vermehrt (also ebenfalls Entzündungszeichen), sowie Gangliosid-Antikörper (GQ1b-Antikörper – wie beim Miller-Fisher-Syndrom). Elektrophysiologisch sind vor allem die evozierten Potentiale (SEP und AEP) auffällig.

## Therapie
Aufgrund der Seltenheit der Erkrankung existieren keine evidenzbasierten Leitlinien zur Behandlung. Aufgrund der Ähnlichkeit zu den anderen mit Gangliosid-Antikörpern assoziierten Erkrankungen wird meist mit Plasmapherese oder Immunglobulinen behandelt. Einzelfallberichte zu positiven Effekten sind in der Fachliteratur dokumentiert.